# Weißenbach am Lech
Weißenbach am Lech est une commune autrichienne du district de Reutte dans le Tyrol.

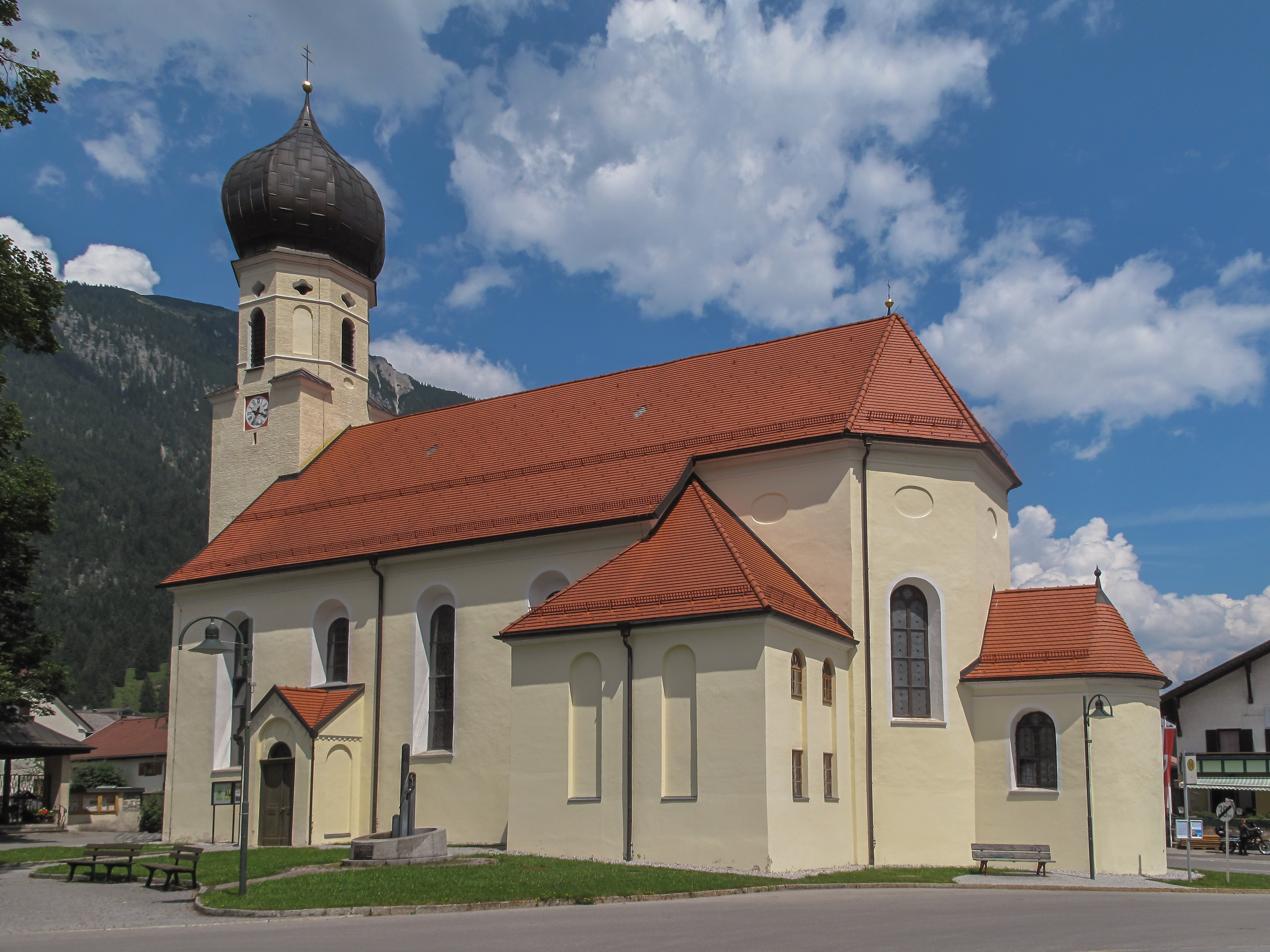
Weissenbach am Lech, église : katholische Pfarrkirche heilige Sebastian.